# 포드 20M

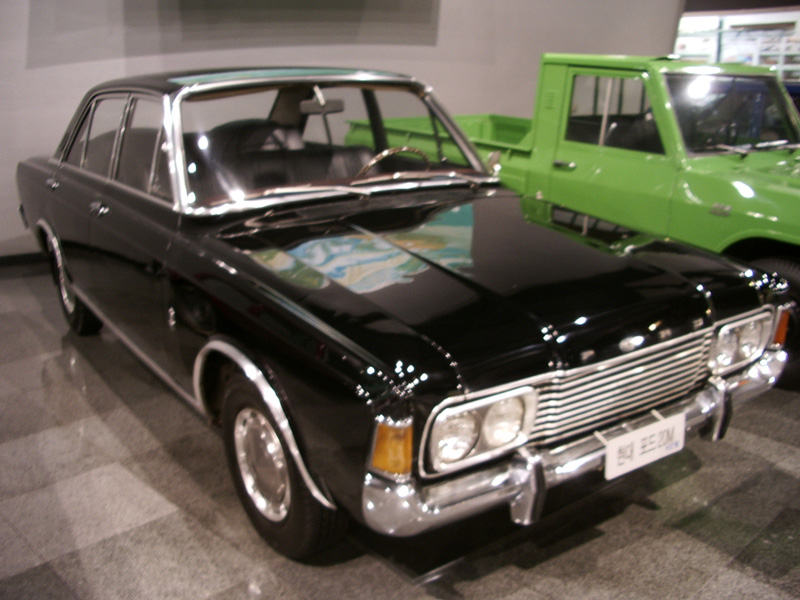
포드 20M 정측면

포드 20M(Ford 20M)은 1968년 2월에 현대자동차가 포드와 기술 제휴 및 조립 계약을 맺고, 1969년 5월부터 1973년 6월까지 생산한 자동차이다. 최고 출력 106마력, 최고 속도 160km/h를 발휘한 V6 2.0ℓ 엔진을 얹었다. 변속기는 동시 치합식 전진 4단에 후진 1단인 수동변속기이며, 연료 탱크는 55ℓ였다. 제동 장치는 2중 브레이크와 배력 제동 장치를 적용했으며, 앞 바퀴는 디스크 방식을, 뒷 바퀴는 드럼 방식을 채택했다. 전기 장치에는 퓨즈 박스가 설치되어 있어서 전기 계통에 이상이 생길 때에는 퓨즈가 먼저 끊어져서 전기 계통으로 인한 화재 사고를 방지하도록 했다. 와이퍼는 2단으로 되어있으며, 필요에 따라 빠르고 느리게 조정이 가능하도록 했다. 헤드 램프는 상하좌우 자유롭게 조정이 가능한 타입으로 되어 있었다. 특수 목적용으로 만들어진 스테이션 왜건도 만들었다. 현재 대한민국에 있는 차량은 동아일보가 기증해 삼성화재 교통박물관에 전시되어 있는 차량과 현대자동차가 보존하고 있는 차량, 금호상사에 보관된 구급차만으로 알려져 있다.
| 구분                 | 2.0ℓ 가솔린 |
| -------------------- | ----------- |
| 전장 (mm)            | 4,721       |
| 전폭 (mm)            | 1,756       |
| 전고 (mm)            | 1,478       |
| 축거 (mm)            | 2,705       |
| 윤거 (전, mm)        | 1,447       |
| 윤거 (후, mm)        | 1,414       |
| 승차 정원            | 5명         |
| 변속기               | 수동 4단    |
| 구동 형식            | 후륜 구동   |
| 연료                 | 가솔린      |
| 배기량 (cc)          | 1,998       |
| 최고 출력 (ps/rpm)   | 106/5,300   |
| 최대 토크 (kg*m/rpm) | 16.7/3,000  |